# Mark Harelik
Mark Harelik (nascido em 5 de junho de 1951) é um ator estadunidense.
Em 1909, seu avô judeu russo Haskell Harelik, imigrou para Galveston no Texas , e referente a isso, em 1985 desempenhou um papel em The Immigrant.

## Carreira
Em 1987, Harelik se mudou para Los Angeles onde ele co-escreveu com Randall Myler, a peça Lost Highways: The Hank Williams Story. Em 1990, ele trabalhou na busca de outra peça chamada Howard Kroder and Destroy  e com William Ball a peça Cherry Orchard.
Ele já apareceu em filmes como Election, Jurassic Park III e For Your Consideration'. Ele era a voz de Rogers em The Swan Princess e ele tem atuado em varios sitcoms da televisão como Seinfeld, Wings, Grace Under Fire, Will & Grace, NCIS, Boy Meets World, House MD, Breaking Bad e The Big Bang Theory. Ele também interpretou o advogado de Sara Tancredi em Prison Break . Ele também apareceu no final da série Cheers e em um episódio de Star Trek?: Voyager chamado "Counterpoint". Ele também apareceu em cinco episódios da série Awake. Na série The Mentalist interpretou Kenyon Russel, gerente do Forest Green, no episódio 18 da sexta temporada.
Ele também apareceu já fez outros tipos de peça como, incluindo Temptation (1989), The Heidi Chronicles (1991), Elmer Gantry (1991), Tartuffe (1999), Old Money (2000), The Hollow Lands (2000), Be Aggressive, The Beard of Avon (2001), Cyrano de Bergerac (2004).